# Clignotant
Dans le monde du transport, les clignotants, ou feux clignotants sont un dispositif lumineux produisant un clignotement, émission de lumière discontinue. Le but de ce fonctionnement discontinu est d'en faire un signal lumineux distinctif et mieux perçu par le cerveau humain.

## Signalisation

### Routière

Panneau de signalisation temporaire de type AK5 associé à trois feux clignotants.

Les travaux sur les routes sont de plus en plus souvent signalés aux usagers par des feux clignotants de couleur orangée, associés aux panneaux de signalisation routière habituels pour travaux.
D'une manière générale, un feu clignotant sur une voie de circulation indique un danger.

### Aérienne
Les aéronefs sont obligatoirement munis de feux de gabarit clignotants.

### Automobile
Habituellement, les clignotants, appelés « signophiles » ou « indicateurs » en Suisse, « clignoteurs » en Belgique, sont utilisés comme indicateurs de changement de direction, ou comme feu de détresse (« warning ») lorsqu'ils fonctionnent ensemble des deux côtés.

#### Historique
Le premier indicateur de changement de direction fut le bras, il était utilisé en automobile de la même manière dont nous l'utilisons toujours à vélo.

##### Flèches de direction

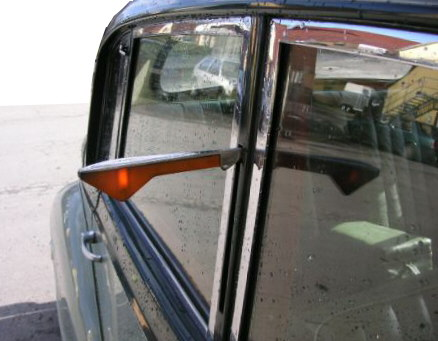
Une flèche de direction sur une Armstrong Siddeley Sapphire de 1954.

Au début des années 1900, les flèches de direction apparaissent en Europe, il s'agit d'un système qui, à la manière des sémaphores ferroviaires, dresse mécaniquement un signe à l'horizontal d'un côté ou de l'autre. En 1908, l'Italien Alfredo Barrachini ajoute des lumières électriques à un système activé par câble et en 1918, une entreprise de Boston ajoute un moteur électrique.
En 1923, les inventeurs français Gustave Deneef et Maurice Boisson utilisent un solénoïde et en 1927 les Allemands Max Ruhl et Ernst Neuman ajoutent un système lumineux à l'appareil. Les Ford A (1927-1931) construites en Allemagne en sont pourvues, alors que les modèles produits aux États-Unis n'en sont pas équipés.
Les flèches de direction sont rendues obligatoires en France sur les voitures neuves vers 1950. Les Peugeot 402 et Peugeot 203, mais aussi les premiers modèles de Peugeot 403 (jusqu'en septembre 1956), certaines Mathis et Coccinelle en sont pourvues (jusqu'en 1960, où elles sont remplacées par des clignotants sur tous les modèles de Coccinelle). Ce système est fragile car le bras casse facilement ou reste bloqué en position ouverte. Il disparaitra au profit de systèmes plus modernes de clignotants électriques.

##### Feux clignotants

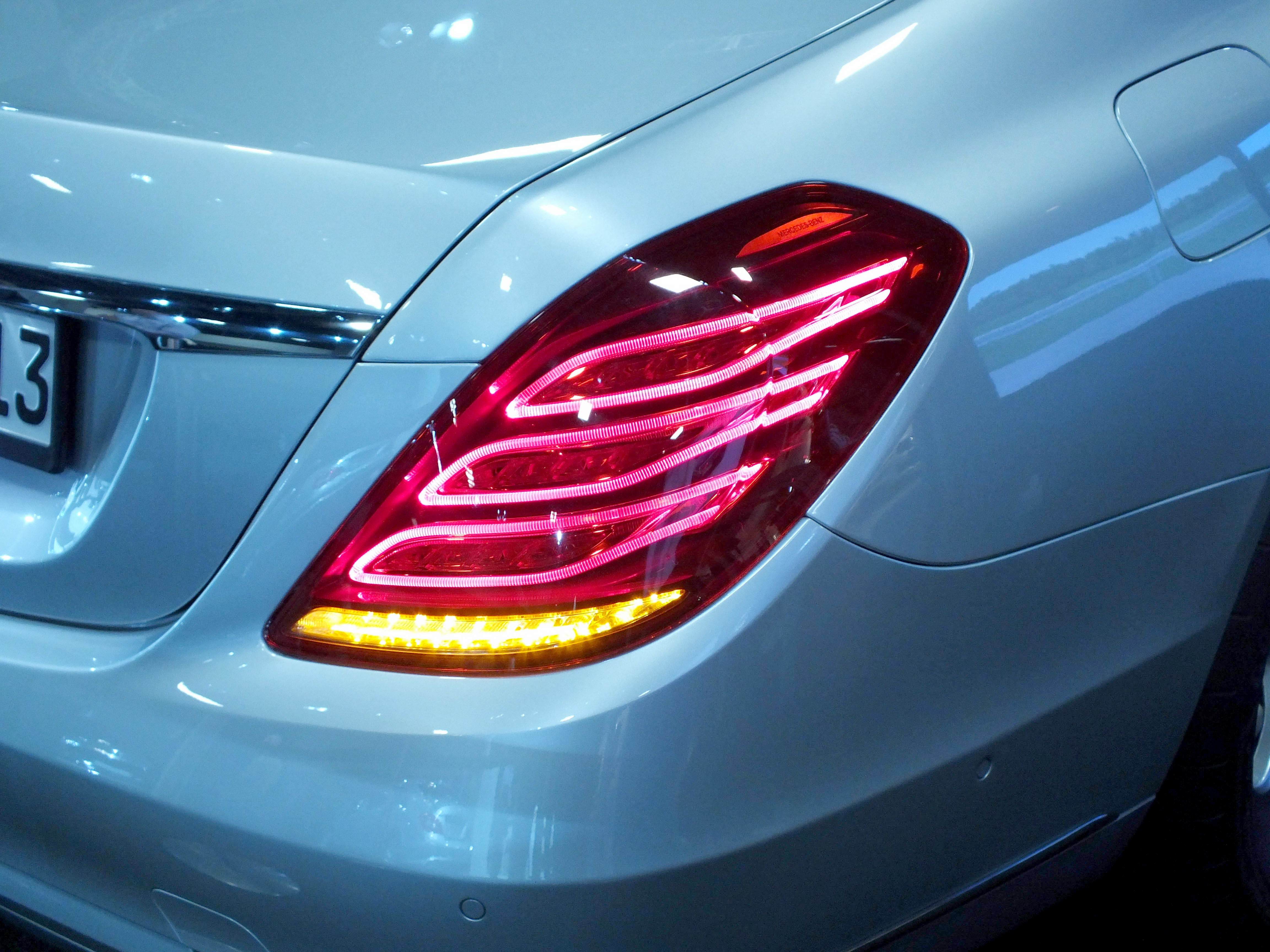
Clignotant arrière moderne (LED) sur une Mercedes Classe S.

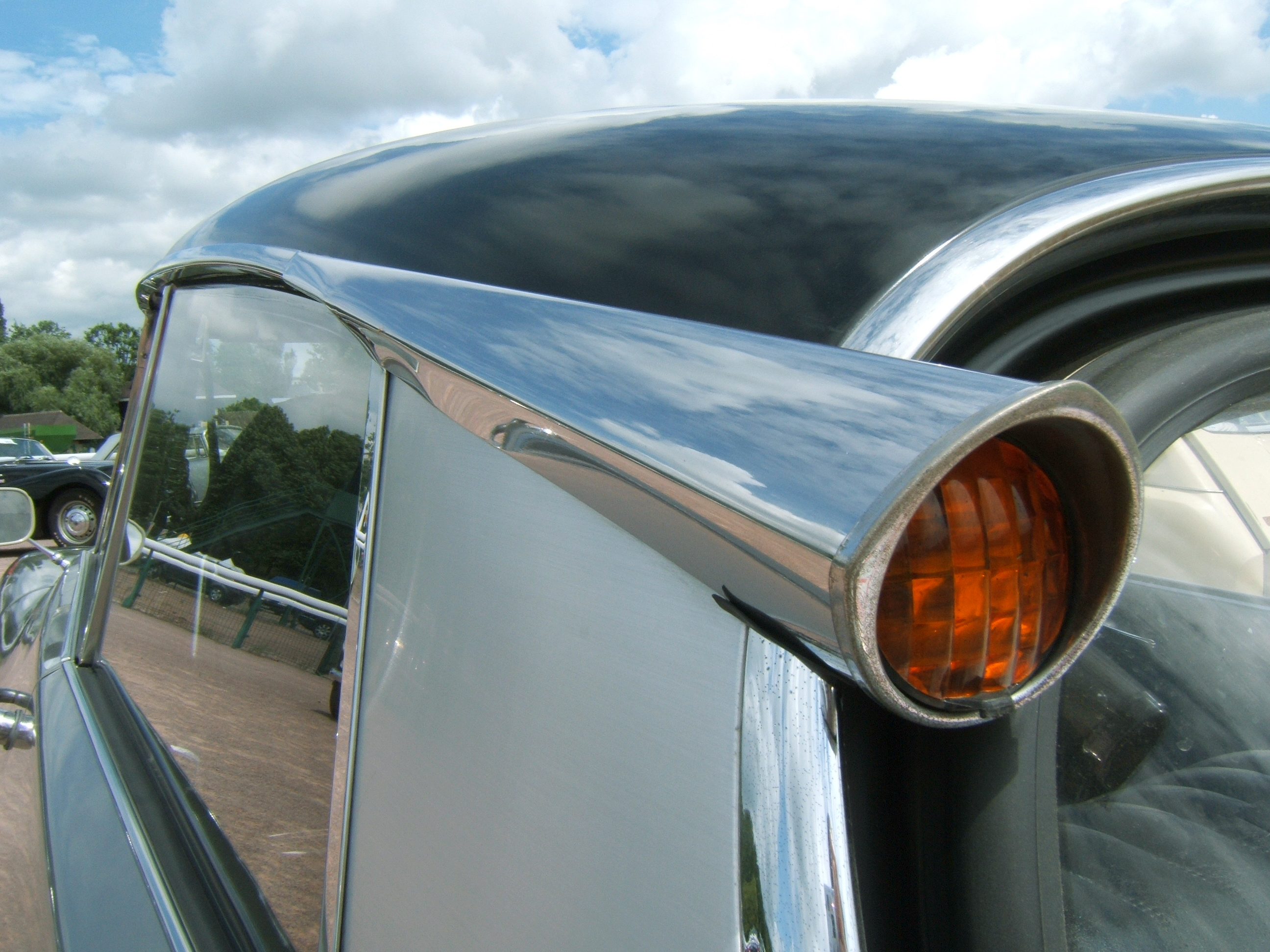
Les clignotants arrière de la Citroën DS installés dans le prolongement de la gouttière.

En janvier 1907, Percy Douglas-Hamilton, un inventeur américain, dépose le premier brevet pour un système d'indicateur de direction (U.S. patent 912831), son système utilise un signal lumineux en forme de main de chaque côté du véhicule. De nombreux brevets seront déposés aux États-Unis dans les années qui suivront mais aucun constructeur ne considère ce type d'installation comme prioritaire.
En 1938, c'est le constructeur américain Buick qui équipe en premier ses véhicules de série de clignotants électriques, le système est appelé « Flash-Way Directional Signal » et n'opère que sur les feux arrière. En 1940, Buick ajoute un mécanisme de coupure automatique sur la colonne de direction et complète le système par des feux à l'avant. Cette même année, les indicateurs de direction sont montés en série aux États-Unis par Buick, Cadillac, et LaSalle et proposés en option par Chevrolet, Oldsmobile, Pontiac, Hudson, et Packard. En 1941, Dodge propose aussi l'option sur tous ses modèles.
Après la Seconde Guerre mondiale, le système se généralise aux États-Unis et des kits sont vendus pour équiper les véhicules qui en sont dépourvus.
La plupart des clignotants automobiles étaient à base de bilame, dorénavant l'électronique a remplacé les technologies électromécaniques. Les signaux à LED font leur apparition à la fin des années 1980.

Différents types de feux clignotants
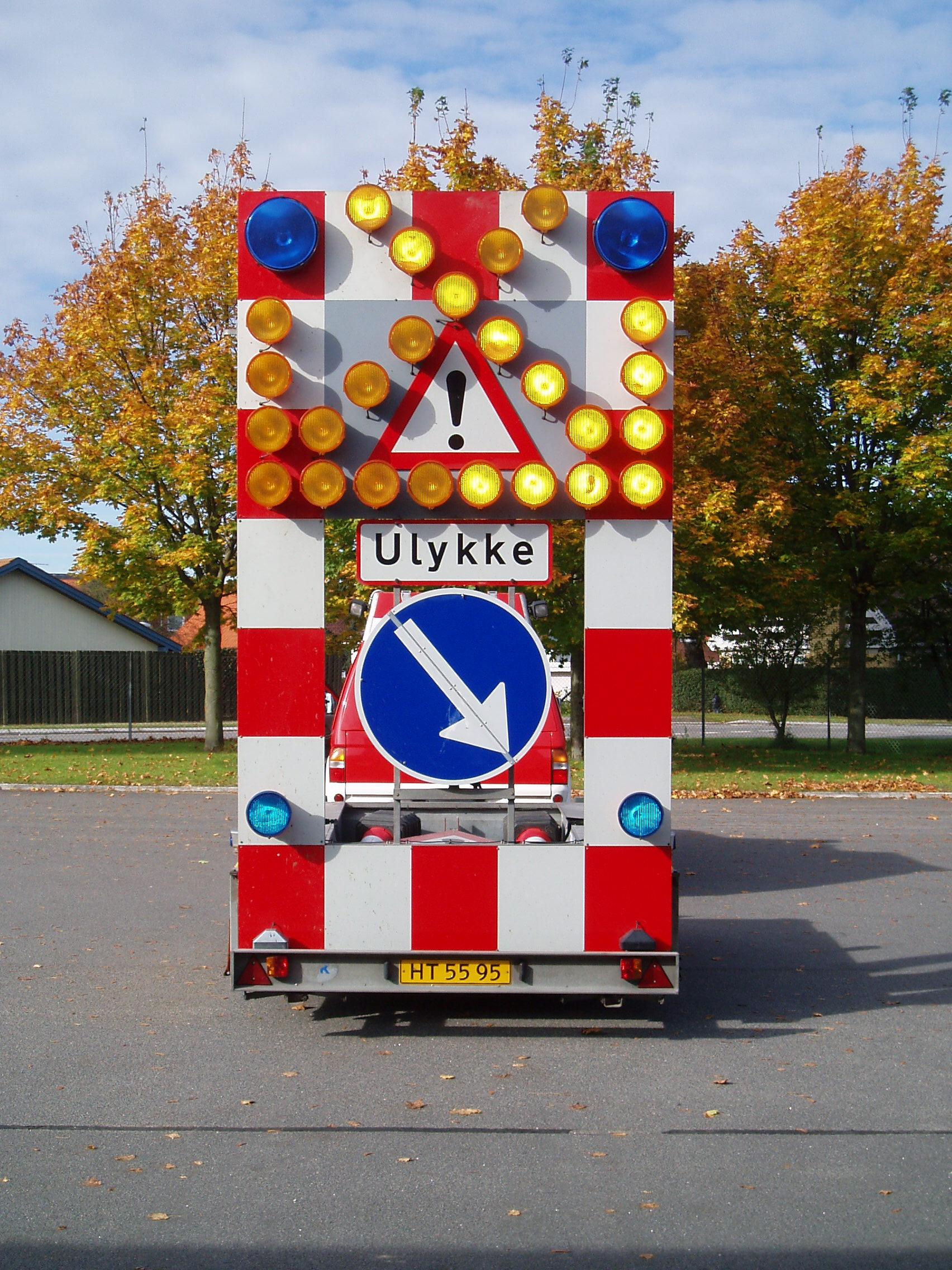
Signalisation routière lumineuse mobile (Danemark)
Signalisation de passage à niveau (Luxembourg)
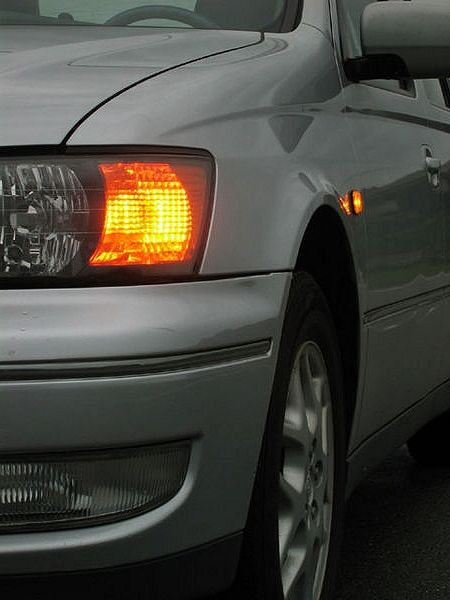
Clignotant automobile avant
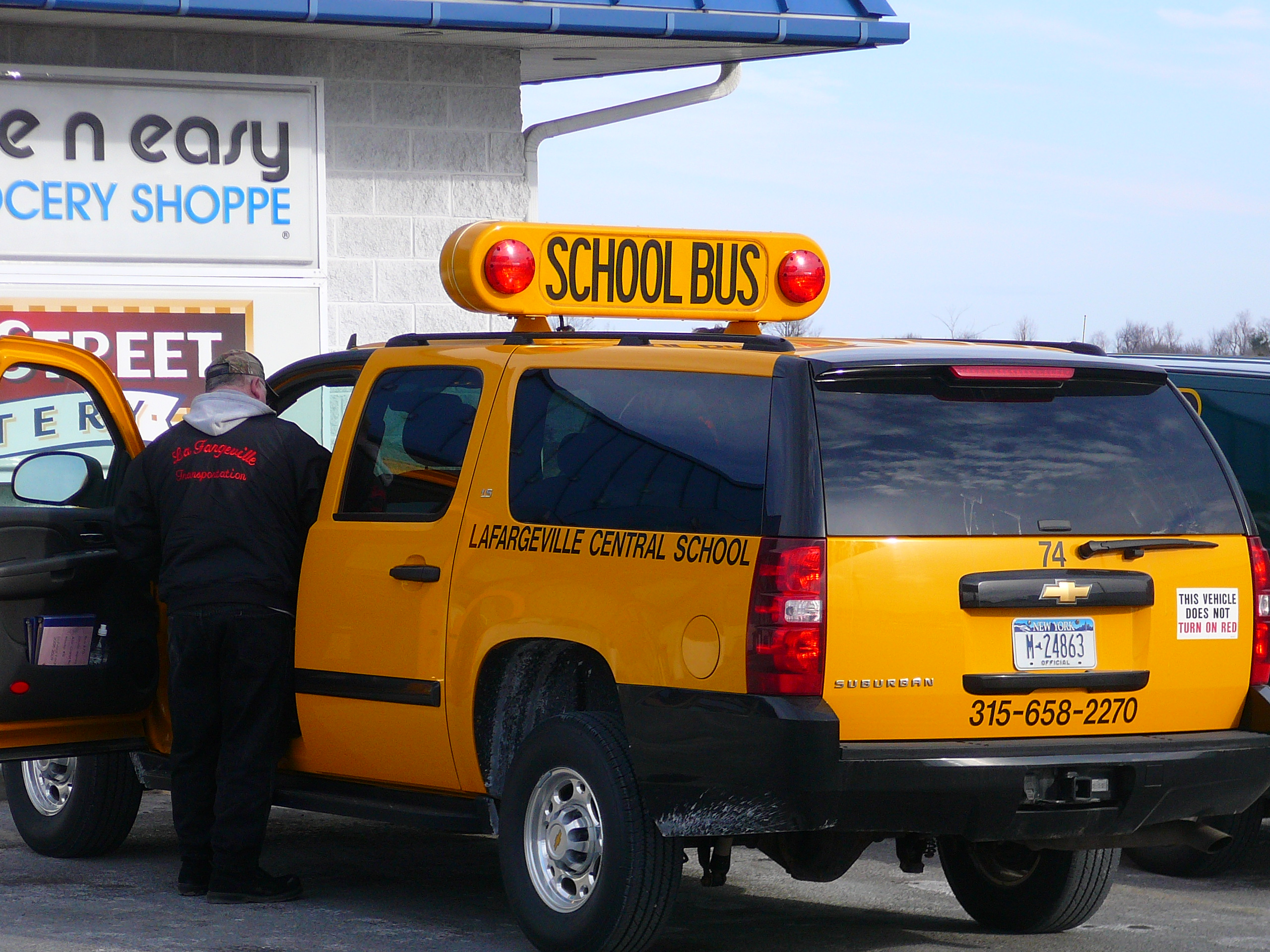
Signalisation d'un véhicule scolaire aux États-Unis
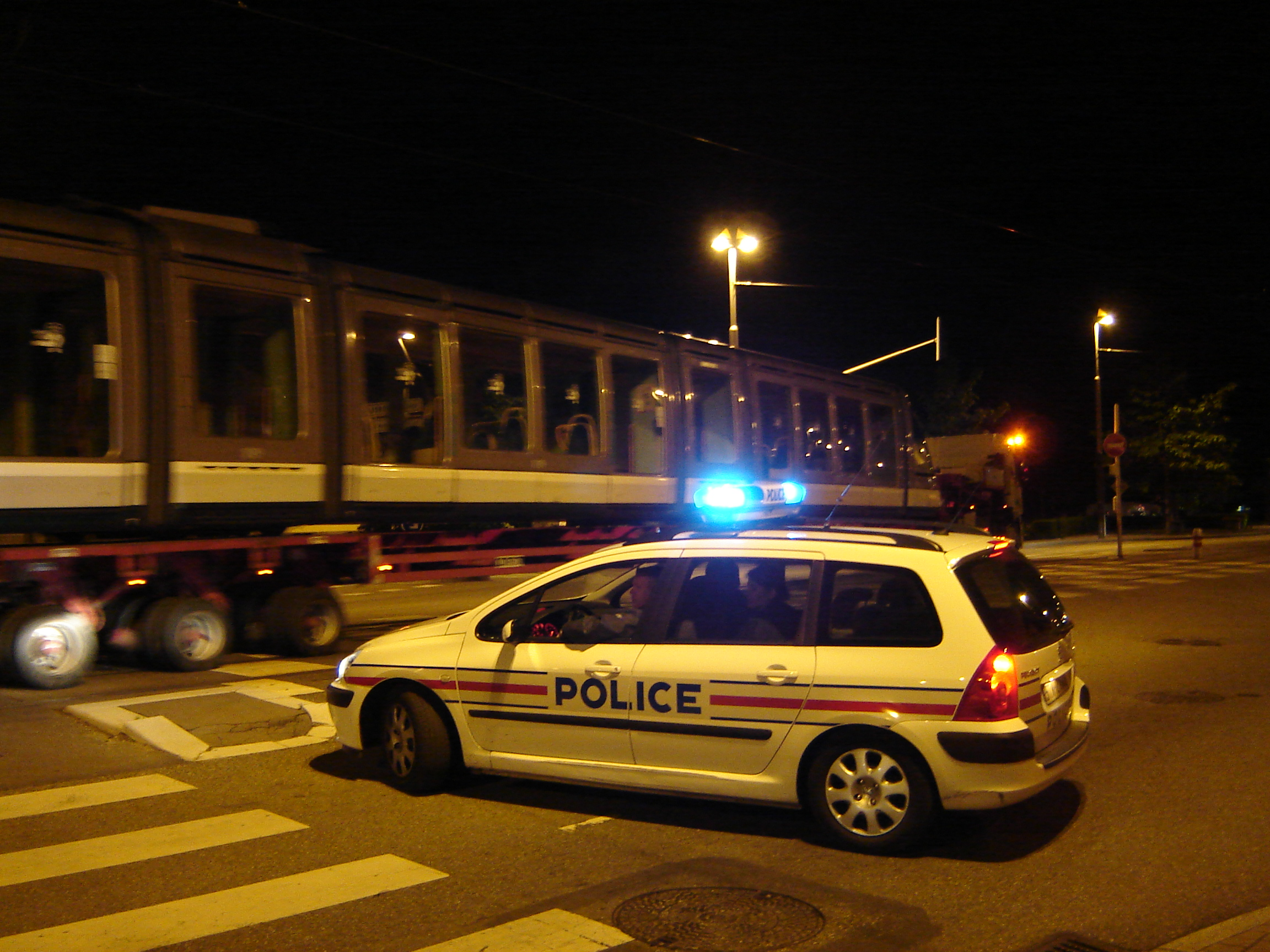
Une voiture de police avec ses avertisseurs clignotants (France)
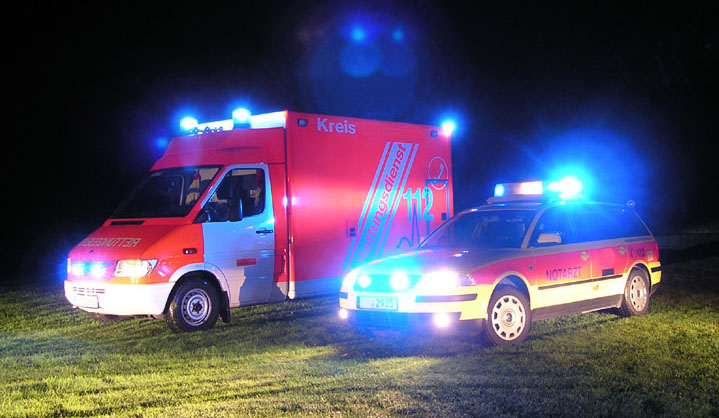
Ambulance et voiture médicale équipées de signaux lumineux clignotants (Allemagne)

#### Utilisation

##### En France
La présence de feux indicateurs de direction sur un véhicule est régie par l'article R313-14 du Code la route.
L'article R412-10 (mis à jour au 2 avril 2003) du Code de la Route prévoit que :

« Tout conducteur qui s'apprête à apporter un changement dans la direction de son véhicule ou à en ralentir l'allure doit avertir de son intention les autres usagers, notamment lorsqu'il va se porter à gauche, traverser la chaussée, ou lorsque, après un arrêt ou stationnement, il veut reprendre sa place dans le courant de la circulation. »

Les véhicules de secours non prioritaires (France), comme les ambulances, disposent d'un feu clignotant bleu sur le toit, nommé « feu à éclats ».

##### En Suisse
L'article 28 alinéa 1 de l'Ordonnance sur les règles de la circulation routière (OSR) dispose entre autres :

« Le conducteur annoncera tout changement de direction, y compris vers la droite. »

#### Règlementation
La lumière émise doit être une lumière clignotante à une fréquence de 90 pulsations par minute plus ou moins 30, c'est-à-dire entre 1 et 2 Hz.
Une  lumière clignotant de façon synchrone à une fréquence de 4,0 plus ou moins 1,0 Hz (c'est-à-dire entre 3 et 5 Hz) indique un freinage d'urgence.

### Deux-roues

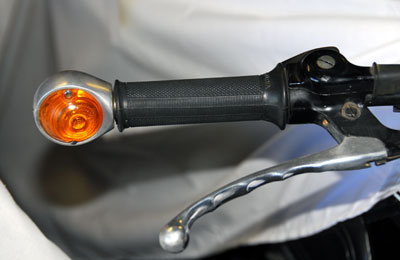
Les clignotants d'une BMW R60/2

Les premières motos équipées de clignotants sont dotées de systèmes lumineux placés à chaque extrémité du guidon.
Les clignotants commencent à se généraliser sur les deux-roues à moteur à partir des années 1970, notamment sur les motos d'origine japonaise. En France, les indicateurs de changement de direction ne seront obligatoires sur les motocyclettes qu'à partir de mars 1989 (pour les véhicules mis en circulation à partir de cette date).

### Dysfonctionnement
Le symptôme de dysfonctionnement le plus fréquent est une vitesse anormale du clignotement, d'un seul côté. Généralement, ceci indique qu'une lampe est défectueuse précisément de ce côté : il suffit de la changer ou de supprimer le mauvais contact de cette lampe (oxydation des contacts).
Ceci est induit par le règlement 48 de la CEE-ONU: «il doit être clignotant et s’éteindre ou rester allumé sans clignoter ou doit présenter un changement de fréquence marqué au moins en cas de fonctionnement défectueux de l’un quelconque de ces feux indicateurs de direction.»,

Un autre dysfonctionnement classique est un éclairage faible d'un clignotant arrière, en même temps que le clignotant allume le « feu stop ». Il s'agit d'une masse défectueuse (tôle de carrosserie oxydée, par exemple).
Une absence totale de fonctionnement peut être due à un fusible défectueux.